# 平野靖士
平野 靖士（ひらの やすし、1955年12月1日 - ）は、日本の男性脚本家である。大阪府出身。最初期には平野靖司名義でも活動していた。横浜放送映画専門学院（現：日本映画大学）卒業。
脚本家の平野美枝は元妻。

## 略歴
専門学校を卒業後、脚本家の永原秀一に師事。円谷プロダクション文芸部を経て、'80年代から主にアニメ・特撮分野で活躍。90年代以降はシリーズ構成を務めることも多い。特に谷田部勝義の作品に多く参加し、最新の担当作品である『古代王者 恐竜キング Dキッズ・アドベンチャー』もその一つである。円谷プロに在籍していた関係上、特撮作品への参加は同社製作のものが多い。キャラクター作品以外に、一般向けの実写刑事・アクション物なども多数手掛ける。
また、永原秀一、前田陽一、冨岡淳広らとともに脚本家集団「ラグス」の設立に参加。永原の死後、同グループの代表を務めたが、現在は解散している。「ラグス」という名称は、永原の主宰していた草野球チームに由来している。

## 参加作品

### 映画作品
- ウルトラマン物語（1984年）
- バツ&テリー（1987年）
- シックス・エンジェルズ（2002年）

### TV作品
※印の付記された作品はシリーズ構成（およびそれに該当するポジション）も担当。

#### アニメ
- ザ☆ウルトラマン（1979年 - 1980年）
- おじゃまんが山田くん（1980年 - 1982年）
- Dr.スランプ アラレちゃん（1981年 - 1986年）
- 銀河漂流バイファム（1983年 - 1984年）
- 超力ロボ ガラット（1984年 - 1985年）
- ルパン三世 PARTIII（1984年 - 1985年）
- らんぽう（1984年 - 1985年）
- ふたり鷹（1984年 - 1985年）
- ダーティペア（1985年）
- 機動戦士Ζガンダム（1985年 - 1986年） -  第12話のみ。斧谷稔と共同
- 蒼き流星SPTレイズナー（1985年 - 1986年）
- ロボタン（1986年）
- 光の伝説（1986年）
- マシンロボ クロノスの大逆襲（1986年 - 1987年）
- 機甲戦記ドラグナー（1987年 - 1988年）
- ドラゴンボール（1986年 - 1989年）
- シティーハンターシリーズ
  - シティーハンター（1987年 - 1988年）
  - シティーハンター2（1988年 - 1989年）※
  - シティーハンター3（1989年 - 1990年）※
  - シティーハンター'91（1991年）※
- 勇者エクスカイザー（1990年 - 1991年）※
- 太陽の勇者ファイバード（1991年 - 1992年）※
- ウルトラマンキッズ 母をたずねて3000万光年（1991年 - 1992年）
- 伝説の勇者ダ・ガーン（1992年 - 1993年）※
  - 五武冬史と共同。29話 - 46話まで。
- ムカムカパラダイス（1993年 - 1994年）
- メタルファイター・MIKU（1994年）※
- 恐竜冒険記ジュラトリッパー（1995年）※
- 獣戦士ガルキーバ（1995年）
- 名探偵コナン（1996年 - ）
- 快傑ゾロ （1996年）
- B'T-X（1996年）
- 勇者王ガオガイガー（1997年 - 1998年）
- アニメがんばれゴエモン（1997年 - 1998年）※
- 銀河漂流バイファム13（1998年）
- 神八剣伝（1999年）※
  - 原作も担当。
- ドラゴンドライブ（2002年）
- さいころボット コンボック（2003年）※
- 獣兵衛忍風帖 龍宝玉篇（2003年）
- おねがいマイメロディ（2005年 - 2006年）
- 銀牙伝説WEED（2005年 - 2006年）
- おねがいマイメロディ 〜くるくるシャッフル!〜（2006年 - 2007年）
- 古代王者 恐竜キング Dキッズ・アドベンチャー（2007年 - 2008年）※
- 古代王者 恐竜キング Dキッズ・アドベンチャー 翼竜伝説（2008年）※
- こんにちは アン 〜Before Green Gables（2009年）
- テレビまんが 昭和物語（2011年）※
- HUNTER×HUNTER（第2作）（2011年 - 2012年）
- 銀河へキックオフ!!（2012年 - 2013年）
- ターニングメカード（2015年）

#### ドラマ
- 西部警察（1982年）
  - 平野靖司名義
- 西部警察 PART-II（1982年）
- ハングマンGOGO（1987年）
- ベイシティ刑事（1988年）
- もっとあぶない刑事（1988年 - 1989年）
- ゴリラ・警視庁捜査第8班（1989年 - 1990年）

#### 特撮
- 恐竜大戦争アイゼンボーグ（1977年 - 1978年）
- 恐竜戦隊コセイドン（1978年 - 1979年）
  - 総集編の構成。
- ウルトラマン80（1980年 - 1981年）
  - クレジットは「作」（脚本と同義）

以上3作は平野靖司名義。
- 電光超人グリッドマン（1993年 - 1994年）※
  - 江藤直行と共同。
- ウルトラマンティガ（1996年 - 1997年）
- トミカヒーロー レスキューファイアー（2009年）

### OVA
- 吸血鬼ハンターD（1985年）
- 機甲猟兵メロウリンク（1988年）
- EXPER ZENON（1991年）
- YAMATO2520（1995年 - 1996年）
- ICE（2007年）

### ビデオ映画
- ベレッタM92F 凶弾（1990年）
  - 永原秀一と共同
- 野獣都市・天使の囁き（1991年）
  - 永原秀一と共同
- 新宿欲望探偵（1993年）

### 漫画
- SEXYルパンIII（1984年、作画：モンキー・パンチ）

### 小説・ノベライズ
- クルーズチェイサー ブラスティー（月刊ホビージャパン連載）
- 太陽の勇者ファイバード（大陸ネオファンタジー文庫刊）
- ICE（富士見ファンタジア文庫刊）

### 舞台
- AKEGARASU―明烏 転生（2016年、主催：NPO WOMEN'S、製作：株式会社H14）

### その他アニメーション
- 島んちゅMiRiKa（2011年、Webアニメ）

## 関連人物
- アニメ関係者一覧
- 永原秀一
- 平野美枝
- 谷田部勝義